# Ilieni
Ilieni (em húngaro: Illyefalva) é uma comuna romena localizada no distrito de Covasna, na região histórica da Transilvânia. A comuna possui uma área de 59.64 km² e sua população era de 1977 habitantes segundo o censo de 2007.